# Pol-Nullstellen-Diagramm
Das Pol-Nullstellen-Diagramm, kurz PN-Diagramm, stellt die Pole und Nullstellen der Übertragungsfunktion eines Systems in der komplexen Zahlenebene dar. Das System kann ein elektrisches System sein, z. B. ein Filter, es kann aber auch ein zu regelndes mechanisches System sein, z. B. ein Fahrzeug bei einer Fahrdynamikregelung. Am häufigsten angewendet werden Pol-Nullstellen-Diagramme in der Nachrichtentechnik und der Regelungstechnik.
Aus einem Pol-Nullstellen-Diagramm kann u. a. auf den Betrags- und Phasenverlauf des Frequenzgangs eines Systems sowie auf dessen Impuls- und Sprungantwort geschlossen werden. Damit bildet es eine wertvolle Grundlage für Analyse, Synthese und Stabilitätsbetrachtungen von Schaltungen, Filtern und anderen Übertragungssystemen.
Die Erstellung und Anwendung eines Pol-Nullstellen-Diagramms setzt entsprechende Kenntnisse der Mathematik und der Systemtheorie voraus. Bei der Übertragungsfunktion, deren Pole und Nullstellen dargestellt werden, handelt es sich um die Laplace-Transformierte der Impulsantwort oder die z-Transformation eines Systems.
Üblicherweise werden im PN-Diagramm markiert:
- Einfachpole durch ein Kreuz
- Mehrfachpole durch ein Doppelkreuz
- Nullstellen durch einen kleinen Kreis.

Praktisch unterstützt wird die Erstellung von Pol-Nullstellen-Diagrammen oder die Herleitung von Übertragungsfunktionen oder anderen Systemeigenschaften aus Pol-Nullstellen-Diagrammen heute oft durch Software.

## Bedeutung der Pol- und Nullstellenlagen
Aus der Lage der Pole kann man u. a. erkennen, ob ein System kausal und stabil ist. Pole bestimmen das Zeitverhalten des Systems.
Das System ist stabil, wenn alle Pole der Übertragungsfunktion in der offenen linken Halbebene (LHE) des Diagramms liegen. Besitzt ein Pol einen Realteil von 0, d. h. liegt er auf der (meist senkrecht gezeichneten) imaginären Achse, so ist das System grenzstabil.
Realisierbare (kausale) Systeme besitzen mindestens so viele Pole wie Nullstellen. Aus dem Abstand aller Pole- und Nullstellen zu einer Frequenz im Diagramm kann man die Frequenzübertragungseigenschaften abschätzen. Eigenschwingungsvorgänge werden durch zwei konjugiert-komplexe Pole aufgezeigt. Komplexe Pole in der offenen linken Halbebene deuten auf abklingende Schwingungen.
All diese anschaulichen Diagramminterpretationen und viele weitere Interpretationen dieser Art lassen sich mit der Systemtheorie der Nachrichtentechnik gewinnen.
Bewegt man sich auf der Frequenzachse von {\displaystyle -\infty } nach {\displaystyle +\infty }, so dreht jeder Pol in der LHE sowie jede Nullstelle in der rechten Halbebene (RHE) die Phase um {\displaystyle -{\frac {\pi }{2}}}; jede Nullstelle in der LHE bewirkt eine Phasendrehung um {\displaystyle +{\frac {\pi }{2}}}.

## Beispiel
Im Folgenden sind die Systemfunktion, das Pol-Nullstellen-Diagramm und das Bode-Diagramm für einen Hochpass 2. Ordnung angegeben:
| Übertragungsfunktion | PN-Schema                     | Bode-Diagramm                     |
| {\displaystyle H(s)={\frac {\left({\frac {s}{\Omega _{z}}}\right)^{2}}{1+{\frac {s}{\Omega _{p}Q_{p}}}+\left({\frac {s}{\Omega _{p}}}\right)^{2}}}} {\displaystyle \Omega _{z}=\Omega _{p}} | PN-Schema eines HP 2. Ordnung | Bode-Diagramm eines HP 2. Ordnung |

Wie zu sehen ist, besitzt ein Hochpass 2. Ordnung ein konjugiert komplexes Polstellenpaar und eine doppelte Nullstelle im Koordinatenursprung. Das System ist somit stabil.
Minimalphasige Systeme, zu denen auch dieses Beispiel gehört, haben keine Null- und Polstellen in der RHE.